# Wayne Sandilands
Wayne Sandilands (* 23. August 1983 in Benoni) ist ein südafrikanischer Fußballtorwart.
Sandilands spielte in seiner Jugend für die Vereine Benoni Northerns und Supersport United. Von dort gelang ihm der Sprung in den Profikader, bestritt aber kein einziges Ligaspiel. Er wechselte 2005 zu den Verein Platinum Stars. Dort wurde er Stammspieler auf seiner Position als Torwart. Aufgrund guter Leistungen wurde er 2009 von den Mamelodi Sundowns verpflichtet. Mit dem Verein gewann er unter anderem CAF Champions League 2016 sowie die Südafrikanische Meisterschaft 2014 und 2016. 2011 gab er sein Debüt für die Nationalmannschaft von Südafrika und gehörte zu deren Kader bei der Afrikameisterschaft 2013.